# Хоттендорф
Хоттендорф (нем. Hottendorf) — деревня в Германии, в земле Саксония-Анхальт, входит в район Зальцведель в составе городского округа Гарделеген.
Население составляет 267 человек (на 31 декабря 2009 года). Занимает площадь 14,66 км².

## История
Первое упоминание о поселении относится к 1340 году.
1 января 2010 года, после проведённых реформ, Хоттендорф вошёл в состав городского округа Гарделеген, а управление Зюдлихе-Альтмарк, которому он подчинялся ранее — упразднено.

## Галерея
- Хоттендорф на карте городского округа